# Mailén Auroux
Mailén Auroux (25 de julio de 1988) es una exjugadora de tenis de Argentina. Ha ganado doce títulos individuales y veintiuno en dobles de la Federación Internacional de Tenis. También formó parte del equipo nacional de su país en la Fed Cup de 2010 frente a Estonia.

## Ranking
| Año  | Posición individual | Posición dobles |
| 2012 | 245                 | 127             |
| 2011 | 477                 | 334             |
| 2010 | 305                 | 249             |
| 2009 | 358                 | 484             |
| 2008 | 356                 | 207             |
| 2007 | 453                 | 546             |
| 2006 | 875                 |                 |

## Finales

### Victorias en circuito ITF (12)
| Torneos de $100,000 |
| Torneos de $75,000  |
| Torneos de $50,000  |
| Torneos de $25,000  |
| Torneos de $10,000  |

| No. | Fecha                    | Torneo         | Superficie | Rival              | Marcador         |
| 1.  | 15 de julio de 2007      | Prokuplje      | Arcilla    | Indire Akiki       | 4–6, 6–1, 6–3    |
| 2.  | 22 de julio de 2007      | Craiova        | Arcilla    | Chayenne Ewijk     | 6(3)–7, 6–2, 6–2 |
| 3.  | 21 de octubre de 2007    | Serra Negra    | Arcilla    | Tatiana Bua        | 6–0, 6–0         |
| 4.  | 28 de octubre de 2007    | Itu            | Arcilla    | Christina McHale   | 7–5, 6–2         |
| 5.  | 2 de mayo de 2008        | Buenos Aires   | Arcilla    | María Irigoyen     | 6–2, 6–3         |
| 6.  | 30 de agosto de 2009     | Barueri        | Dura       | Natalia Guitler    | 6–4, 6–2         |
| 7.  | 6 de septiembre de 2009  | Celaya         | Arcilla    | Alejandra Granillo | 6–3, 6–1         |
| 8.  | 27 de septiembre de 2009 | Ciudad Obregon | Dura       | Nathalia Rossi     | 6–3, 6–0         |
| 9.  | 3 de octubre de 2009     | Juárez         | Arcilla    | Paula Ormaechea    | 2–6, 6–2, 6–3    |
| 10. | 12 de junio de 2010      | Córdoba        | Arcilla    | Agustina Lepore    | 5-3, retirada    |
| 11. | 21 de junio de 2010      | Buenos Aires   | Arcilla    | Paula Ormaechea    | 6-1, 7-5         |
| 12. | 29 de agosto de 2010     | Buenos Aires 3 | Arcilla    | Vanesa Furlanetto  | 6-2, 7-5         |

### Finales perdidas del circuito ITF (5)
| Torneos de $100,000 |
| Torneos de $75,000  |
| Torneos de $50,000  |
| Torneos de $25,000  |
| Torneos de $10,000  |

| No. | Fecha                    | Torneo                    | Superficie | Rival                  | Marcador           |
| 1.  | 21 de octubre de 2006    | Santiago                  | Arcilla    | Teliana Pereira        | 6–4, 2–6, 3–6      |
| 2.  | 5 de mayo de 2007        | Buenos Aires              | Arcilla    | Agustina Lepore        | 5–7, 0–2, retirada |
| 3.  | 2 de marzo de 2008       | San Baudilio de Llobregat | Arcilla    | Sara del Barrio Aragón | 5–7, 5–7           |
| 4.  | 18 de abril de 2008      | Buenos Aires              | Arcilla    | María Irigoyen         | 3–6, 4–6           |
| 5.  | 20 de septiembre de 2009 | Los Monchis               | Arcilla    | Carla Beltrami         | 4–6, 2–6           |

### Victorias en dobles del circuito ITF (8)
| Torneos de $100,000 |
| Torneos de $75,000  |
| Torneos de $50,000  |
| Torneos de $25,000  |
| Torneos de $10,000  |

| No. | Fecha                    | Torneo                    | Superficie | Compañera                       | Rivales                                 | Marcador          |
| 1.  | 27 de octubre de 2007    | Itu                       | Arcilla    | Tatiana Búa                     | Lucía Jara Lozano Claudia Razzeto       | 6–2, 5–7, [10–8]  |
| 2.  | 10 de febrero de 2008    | Cali                      | Arcilla    | Estefanía Craciún               | Melanie Klaffner Ksenia Milevskaya      | 6–1, 6–4          |
| 3.  | 1 de marzo de 2008       | San Baudilio de Llobregat | Arcilla    | Estefanía Craciún               | Elisa Balsamo Valentina Sulpizio        | 6–1, 6–3          |
| 4.  | 3 de agosto de 2008      | Campos do Jordão          | Dura       | Roxane Vaisemberg               | Jorgelina Cravero María Irigoyen        | 6–3, 6–4          |
| 5.  | 18 de abril de 2009      | Buenos Aires              | Arcilla    | Verónica Spiegel                | Maria Fernanda Alves Carla Tiene        | 6–2, 6–2          |
| 6.  | 12 de septiembre de 2009 | Mazatlán                  | Dura       | Fernanda Hermenegildo           | Erika Clarke Daniela Múñoz Gallegos     | 6–3, 3–6, [12–10] |
| 7.  | 5 de diciembre de 2009   | Buenos Aires              | Arcilla    | Verónica Spiegel                | Fernanda Faria Paula Cristina Goncalves | 6–0, 6–0          |
| 8.  | 11 de junio de 2010      | Córdoba                   | Arcilla    | Karen Emilia Castiblanco Duarte | Luciana Sarmenti Emilia Yorio           | 6–1, 6–2          |

### Finales perdidas del circuito de la ITF (9)
| Torneos de $100,000 |
| Torneos de $75,000  |
| Torneos de $50,000  |
| Torneos de $25,000  |
| Torneos de $10,000  |

| No. | Fecha                    | Torneo         | Superficie | Compañera                       | Rivales                                 | Marcador             |
| 1.  | 20 de julio de 2007      | Craiova        | Arcilla    | Vanesa Furlanetto               | Andrea Benítez María Irigoyen           | 3–6, 4–6             |
| 2.  | 20 de octubre de 2007    | Serra Negra    | Arcilla    | Tatiana Bua                     | Christina McHale Allie Will             | 5–7, 3–6             |
| 3.  | 27 de junio de 2008      | Pádova         | Arcilla    | Carmen Klaschka                 | Anda Perianu Liana Ungur                | 3–6, 3–6             |
| 4.  | 12 de julio de 2008      | Bogotá         | Arcilla    | Nicole Clerico                  | Mariana Duque Marino Viky Núñez Fuentes | 3–6, 4–6             |
| 5.  | 6 de septiembre de 2008  | Buenos Aires   | Arcilla    | Roxane Vaisemberg               | Estefanía Craciún María Irigoyen        | 6–1, 1–6, [2–10]     |
| 6.  | 25 de octubre de 2008    | Augusta        | Dura       | Roxane Vaisemberg               | Yayuk Basuki Romana Tedjakusuma         | 3–6, 6–4, [5–10]     |
| 7.  | 29 de agosto de 2009     | Barueri        | Dura       | Fernanda Hermenegildo           | Monique Albuquerque Roxane Vaisemberg   | 6(7)–7, 5–7          |
| 8.  | 19 de septiembre de 2009 | Los Monchis    | Arcilla    | Fernanda Hermenegildo           | Yawna Allen Alina Sullivan              | 6–4, 4–6, [10–12]    |
| 9.  | 15 de mayo de 2010       | Río de Janeiro | Arcilla    | Fernanda Hermenegildo           | Maria Fernanda Alves Florencia Molinero | 6-2, 6-4             |
| 10. | 18 de junio de 2010      | Buenos Aires   | Arcilla    | Karen Emilia Castiblanco Duarte | Lucía Jara-Lozano Guadalupe Pérez Rojas | 7-6(2), 1-0 retirada |

### Participaciones en la Fed Cup (1)
| Resultado | Fecha                | Edición               | Equipo rival | Superficie | Compañera      | Rivales          | Marcador |
| Victoria  | 7 de febrero de 2010 | Grupo Mundial II 2010 | Estonia      | Dura       | María Irigoyen | Rüütel Schutting | 7–5, 6–4 |